# Wachusett Meadow Wildlife Sanctuary
Das Wachusett Meadow Wildlife Sanctuary ist ein 1.011 Acres (4,1 km²) umfassendes Schutzgebiet bei Princeton im Bundesstaat Massachusetts der Vereinigten Staaten. Es wird von der Massachusetts Audubon Society verwaltet.

## Schutzgebiet
Das Grundstück eines ehemaligen landwirtschaftlichen Betriebs bietet heute mit Wäldern, Feuchtgebieten und Wiesen einen Lebensraum für eine Vielzahl von Tieren und Pflanzen. Einige historische Gebäude sind heute noch in Gebrauch, unter anderem im Rahmen von Aus- und Weiterbildungsprogrammen. Besuchern stehen 12 mi (19,3 km) Wanderwege zur Verfügung.